# 高雄美國學校
高雄美國學校（英語：Kaohsiung American School，簡稱: KAS），是一所位於台灣高雄市左營區的國際學校，成立於1989年。該校提供幼稚園至12年級課程。

## 學校歷史
- 1989年，高雄美國學校成立，租用高雄長庚醫院的宿舍上課，提供學前班到八年級課程。
- 1997年，開始提供獨立高中課程（9年級到12年級課程）。
- 1999年1月，借用福東國小校園，共用上課。
- 2003年1月，向高雄市政府租用勝利國小「舊校區」（現址）9年。並進行舊校舍和校園翻新改建。
- 2004年1月30日，正式搬遷至現址。
- 2010年5月，向高雄市政府續租20年校區。
- 2013年10月，新校舍動土新建。

## 交通路線
高雄捷運 █ 紅線生態園區站
1. 至1號出口，下右方人行道左轉直走，至崇德路右轉直走，過平交道後左轉翠華路，再往前至勝利路口，步行約23分鐘。
2. 至2號出口後，往右後方公車站牌處搭乘紅51至美國學校站牌旁下車。紅51公車班距約12-25分鐘，約需搭乘8-11分鐘。
3. 可在2號出口憑信用卡或已登錄公共自行車租借系統的一卡通租借腳踏車前往，騎乘大約12分鐘。

 左營車站
- 由翠華路出口出站後，步行通過翠華路至勝利路，步行約2分鐘。

## 資料來源
1. ↑  . 高雄美國學校網站.   [2012-09-05]. （原始内容存档于2012-04-19）.
2. ↑  . 民視新聞網. 2004-01-30  [2012-09-05].[]
3. ↑  . 高雄捷運股份有限公司.   [2012-09-05]. （原始内容存档于2012-06-18）.